# Danh sách di sản thế giới tại Peru
Di sản thế giới của Tổ chức Giáo dục, Khoa học và Văn hóa Liên Hợp Quốc (UNESCO) là những nơi có tầm quan trọng về văn hóa hoặc tự nhiên được mô tả trong Công ước Di sản thế giới của UNESCO được thông qua vào năm 1972. Peru đã phê chuẩn Công ước này vào ngày 24 tháng 2 năm 1982, khiến cho các địa điểm lịch sử cũng như tự nhiên của nó đủ điều kiện để được đưa vào danh sách.
Tính đến hết năm 2019, quốc gia này đã có 12 địa điểm được công nhận Di sản thế giới. Các địa điểm đầu tiên ở Peru đã được ghi vào danh sách tại phiên họp thứ 7 của Ủy ban Di sản thế giới tổ chức tại Firenze vào năm 1983 là Thành phố Cuzco và Khu bảo tồn lịch sử Machu Picchu. Trong số các địa điểm được công nhận thì có 8 địa điểm là di sản văn hóa, 2 địa điểm là di sản thiên nhiên và 2 địa điểm còn lại là di sản hỗn hợp (cả giá trị văn hóa lẫn thiên nhiên). Địa điểm khảo cổ Chan Chan được công nhận vào năm 1986 cũng ngay lập tức bị liệt vào danh sách di sản thế giới bị đe dọa vì các công trình của chúng làm từ bùn rất dễ bị hư hại do mưa lớn và xói mòn. Qhapaq Ñan, hệ thống đường Andes là di sản xuyên quốc gia chung với nhiều quốc gia khác là Argentina, Bolivia, Chile, Colombia và Ecuador. Đây cũng là di sản mới nhất được công nhận tại Peru. Ngoài ra, Peru còn có 24 địa điểm nằm trong danh sách di sản thế giới dự kiến để xét công nhận trong tương lai (tính đến ngày 5 tháng 8 năm 2019).

## Danh sách chính thức
UNESCO liệt kê các địa điểm theo 10 tiêu chí, một địa điểm được công nhận phải đáp ứng tối thiểu một tiêu chí trong số đó. Các tiêu chí từ (i) đến (vi) là văn hóa, tiêu chí từ (vii) đến (x) là tự nhiên, còn đáp ứng tối thiểu một tiêu chí tự nhiên và một tiêu chí văn hóa thì sẽ là di sản thế giới hỗn hợp. Dưới đây là danh sách các di sản thế giới tại Peru:
| Địa điểm                                 | Hình ảnh                                       | Vị trí (Vùng) | Năm công nhận | Dữ liệu UNESCO                  | Mô tả |
| ---------------------------------------- | ---------------------------------------------- | ------------- | ------------- | ------------------------------- | --- |
| Trung tâm lịch sử của Thành phố Cuzco    | Nhà thờ chính tòa Cuzco                        | Cuzco         | 1983          | 273; iii, iv (văn hóa)          | Cuzco được phát triển bởi vua Inca Pachacutec, người trị vì vương quốc Cuzco khi nó mở rộng để trở thành Đế quốc Inca vào thế kỷ 15. Nó trở thành thành phố quan trọng nhất của Đế quốc Inca, được chia thành các khu vực riêng biệt để sử dụng là tôn giáo và hành chính, và được bao quanh bởi một hệ thống tổ chức nông nghiệp, thủ công và công nghiệp. Người Tây Ban Nha đã chinh phục đế chế vào thế kỷ 16. Họ đã xây dựng các nhà thờ và công trình kiến trúc Baroque trên tàn tích của người Inca. Cusco là một trong những thành phố cao nhất trên thế giới. |
| Thánh địa lịch sử của Machu Picchu       | Machu Picchu                                   | Cuzco         | 1983          | 274; i, iii, vii, ix (hỗn hợp)  | Tại 2.340 mét (7.680 ft) so với mực nước biển, địa điểm của Machu Picchu được xây dựng như một điền trang núi mở rộng vào giữa thế kỷ 15 và bị bỏ hoang khoảng 100 năm sau đó. Nó bao gồm các bức tường, tầng bậc và các tòa nhà được xây dựng từ đá có khả năng chống chịu động đất. Thành phố là nơi sinh sống của khoảng 1.200 người, chủ yếu là linh mục, phụ nữ và trẻ em. Nó đã bị bỏ rơi trước khi người Tây Ban Nha đến Cusco, rất có thể là do bệnh đậu mùa. |
| Địa điểm khảo cổ Chavín de Huantar       | Chavín de Huantar                              | Ancash        | 1985          | 330; iii (văn hóa)              | Văn hóa Chavín phát triển tại cao nguyên Andes từ giữa năm 1500 đến 300 Trước công nguyên. Địa điểm này hiện nay được gọi là Chavín de Huantar, phục vụ như là trung tâm. Địa điểm này bao gồm một phức hợp ruộng bậc thang và quảng trường vuông được cắt vào đá. Người ta tin rằng Chavín chủ yếu là một xã hội dựa trên tôn giáo, có ảnh hưởng từ văn hóa của họ, thay vì mở rộng mạnh mẽ. |
| Vườn quốc gia Huascaran                  | Taulliraju Mountain in Huascarán National Park | Ancash        | 1985          | 333; vii, viii (tự nhiên)       | Vườn quốc gia Huascaran nằm trên dãy núi Cordillera Blanca của dãy Andes. Nó bao quanh Huascarán, đỉnh núi cao nhất Peru. Môi trường tự nhiên tại đây bao gồm sông băng, khe núi và hồ, trong khi vườn quốc gia là nhà của một số loài động vật trong khu vực. Vườn quốc gia không có người ở, những cư dân chính ở đây là lạc đà không bướu và lạc đà Alpaca. |
| Khu vực khảo cổ Chan Chan                | Chan Chan                                      | La Libertad   | 1986          | 366; i, iii (văn hóa)           | Thành phố của Chan Chan từng là thủ đô của văn hóa Chimú. Vương quốc Chimú phát triển dọc theo bờ biển phía bắc Peru. Chan Chan được chia bởi 9 bức tường bao chỉ sự phân chia chính trị xã hội. Chimú đã bị chinh phục bởi Inca trong năm 1470. Địa điểm này bị liệt kê vào Danh sách di sản thế giới bị đe dọa ngay năm được công nhận, vì các công trình tại đây bằng gạch bùn rất dễ bị hư hại bởi những trận mưa lớn và xói mòn. |
| Vườn quốc gia Manu                       | Manú National Park                             | Cuzco         | 1987          | 402; ix, x (tự nhiên)           | Công viên trải rộng trên 1.500.000 hécta (5.800 dặm vuông Anh) và có địa hình dao động từ 150 mét (490 ft) tới 4.200 mét (13.800 ft) so với mực nước biển. Manú là nhà của 1.000 loài chim, hơn 200 loài động vật có vú (100 loài trong số đó là các loài dơi), và hơn 15.000 loài thực vật có hoa. Báo đốm được nhìn thấy trên khắp vườn quốc gia. Rái cá khổng lồ và thú ăn kiến khổng lồ chỉ là một vài loài quý hiếm được tìm thấy trong vườn quốc gia. Trước khi được công nhận là Di sản thế giới vào năm 1987, nó đã được công nhận là khu dự trữ sinh quyển thế giới vào năm 1977.                                                                                |
| Trung tâm lịch sử của Lima               | Quảng trường Armas, Lima                       | Lima1         | 1988          | 500; iv (văn hóa)               | Lima được thành lập bởi Francisco Pizarro vào năm 1535 như là La Ciudad de los Reyes (Thành phố của các vị vua). Cho đến giữa thế kỷ 18, đây là thành phố quan trọng nhất ở Nam Mỹ thuộc Tây Ban Nha. Kiến trúc và trang trí kết hợp phong cách của cả người dân bản địa và châu Âu, chẳng hạn như trong Tu viện San Francisco. Ngoài ra, bệnh viện, trường học và đại học cũng đã được xây dựng. Đại học San Marcos được xây dựng vào năm 1551 là trường đại học hoạt động liên tục lâu đời nhất tại châu Mỹ. Các hoạt động văn hóa và xã hội của thành phố được tổ chức tại khu vực này, mang đến cho Lima một hình ảnh đặc trưng của một đô thị cho đến nửa thế kỷ 20. |
| Vườn quốc gia Rio Abiseo                 | Cataratas del Breo                             | San Martín    | 1990          | 548; iii, vii, ix, x (hỗn hợp)  | Vườn quốc gia được thành lập vào năm 1983 để bảo vệ môi trường sống của những cánh rừng nhiệt đới trong khu vực. Đây là nơi sinh sống của nhiều loài đặc hữu trong đó có Khỉ nhện đuôi bông, một loài từng được cho là đã tuyệt chủng. Địa điểm này cũng mang giá trị văn hóa khi là nơi có 30 địa điểm Thời kỳ tiền Colombo đã được phát hiện từ năm 1985. |
| Những hình vẽ trên cao nguyên Nazca      | Nazca monkey                                   | Ica           | 1994          | 700; i, iii, iv (văn hóa)       | Các thiết kế lớn ở sa mạc Nazca được cho là của văn hóa Nazca tạo ra trong khoảng từ 400 đến 650 sau Công nguyên. Chúng được tạo ra bằng cách cào thành các đường trên mặt đất. Thiết kế bao gồm các động vật như khỉ và chim ruồi, thực vật và hình dạng địa lý trên quy mô lớn. Người ta tin rằng chúng phục vụ một mục đích nghi lễ nào đó. |
| Trung tâm lịch sử của thành phố Arequipa | Cathedral of Arequipa                          | Arequipa      | 2000          | 1016; i, iv (văn hóa)           | Arequipa được xây dựng chủ yếu bằng sillar, một loại đá núi lửa trắng, được khai thác tại ngọn núi lửa El Misti gần đó. Kiến trúc của thành phố được biết đến với sự kết hợp của phong cách bản địa truyền thống với các kỹ thuật mới của những người định cư thuộc địa tới từ châu Âu. |
| Thành phố thiêng Caral-Supe              | Caral                                          | Lima          | 2009          | 1269; ii, iii, iv (văn hóa)     | Địa điểm khảo cổ thuộc về Nền văn minh Norte Chico cư ngụ trong khu vực vào cuối thời cổ đại. Caral là khu định cư châu Mỹ sớm nhất. Một quipu được phục hồi từ địa điểm này cho thấy ảnh hưởng của nó đối với các nền văn hóa sau này tại khu vực Andes. |
| Qhapaq Ñan, hệ thống đường Andes*        | Đường mòn Inca                                 | Một số vùng   | 2014          | 1459; ii, iii, iv, vi (văn hóa) | Địa điểm này bao gồm một hệ thống đường rộng lớn trên khắp Andes được xây dựng trong nhiều thế kỷ bởi người Inca, một phần dựa trên cơ sở hạ tầng thời kỳ tiền Inca. Nó trải dài hơn 6.000 kilômét (3.700 mi) qua nhiều dạng địa hình khác nhau từ bờ biển, rừng mưa nhiệt đới, thung lũng, sa mạc và vùng núi cao hơn 6.000 mét (20.000 ft). Di sản này bao gồm 273 địa điểm thành phần tại sáu quốc gia: Argentina, Bolivia, Chile, Colombia, Ecuador và Peru. |

## Danh sách dự kiến
Dưới đây là danh sách các di sản thế giới dự kiến tại Peru. Một địa điểm để được công nhận là Di sản thế giới thì trước đó nó phải nằm trong danh sách dự kiến. Tính đến hết ngày 5 tháng 8 năm 2019, Peru có tổng cộng 24 địa điểm nằm trong danh sách di sản dự kiến của UNESCO.
- Trung tâm lịch sử của Thành phố Trujillo (1996)
- Trung tâm lịch sử của Cajamarca (2002)
- Hồ Titicaca (2005)
- Tổ hợp thiên văn Chanquillo (2013)
- Quần thể mỏ Santa Bárbara (2017)
- Quần thể khảo cổ của Marcahuamachuco (2019)
- Quần thể khảo cổ của Toro Muerto (2019)
- Các đền thờ Baroque của El Collcao (2019)
- Chiến trường của Ayacucho (2019)
- Các khu rừng và trung tâm nghi lễ trong thung lũng La Leche (2019)
- Các địa điểm Chachapoyas của thung lũng Utcubamba (2019)
- Cảnh quan văn hóa của Thung lũng Sondondo (2019)
- Các đảo phân chim, đảo nhỏ và các mũi đất hình thành khu dự trữ quốc gia của Peru (2019)
- Khu bảo tồn quốc gia Huayllay (2019)
- Khu bảo tồn cảnh quan cận lưu vực Cotahuasi (2019)
- Đầm phá Las Huaringas (2019)
- Cầu máng nước Nazca (2019)
- Các địa điểm cổ sinh vật học của Pisco và bồn địa Camana (2019)
- Đường sắt Trung tâm Andes (2019)
- Đền thờ vùng nông thôn của Cuzco (2019)
- Mỏ muối Maras (2019)
- Vườn quốc gia Sierra del Divisor (2019)
- Hệ thống các ốc đảo sương mù ven bờ biển của Peru (2019)
- Nhà máy rượu vang và các vườn nho theo truyền thống sản xuất Pisco (2019)